# Vaccinatieplicht
Onder vaccinatieplicht wordt verstaan dat mensen bewogen worden tot vaccineren onder directe of indirecte dreiging van op te leggen restricties. Meer dan 100 landen hebben een beleid van verplichte vaccinaties. Meer dan de helft daarvan legt straffen op aan degenen die niet aan de verplichting voldoen, zoals een verbod om naar school te gaan zolang een individu de verplichte vaccinatie niet heeft ontvangen of het uitdelen van boetes.
Het vaccineren gaat terug tot zeker de 15e eeuw. Rond 1660 werd de behandeling geïntroduceerd in het Ottomaanse Rijk, van waaruit het vaccineren zich verpreidde over Europa en haar koloniën. Nadat de Britse arts Edward Jenner in 1798 de resultaten van zijn onderzoek naar effectiviteit van vaccineren met behulp van koepokken publiceerde, begonnen verschillende Europese landen in de 19e eeuw verplichtingen op te leggen.
Verplicht vaccineren brengt uitdagingen met zich mee op het gebied van medische ethiek en mensenrechten. Onder andere religieuze acties hebben er in het verleden voor gezorgd dat wettelijke verplichtingen werden afgezwakt of ingetrokken.
Tijdens de coronapandemie werden wetten aangenomen die verplichtingen introduceerden of uitbreidden, om zo mensen die tot bepaalde risico- of beroepsgroepen behoorden zich te laten vaccineren tegen COVID-19. Dit leidde tot een spanningsveld met de bevolking die in toenemende mate twijfelt aan het zich laten vaccineren.

## Overwegingen
Vaccinaties hebben geleid tot het uitroeien van pokken onder mensen en runderpest onder runderen. Vele andere ziektes waaronder hib-ziektes, mazelen, polio en tetanus zijn als gevolg van vaccinatieprogramma's vrijwel verdwenen in de gebieden waar die programma's succesvol werden toegepast. Toch twijfelt een steeds groter deel van de bevolking aan het ontvangen van vaccinaties. In 2016 was Europa de regio met het laagste vertrouwen in vaccins. De belangrijkste redenen voor deze twijfels zijn de noodzaak, veiligheid, effectiviteit en religieuze compatibiliteit.
Een belangrijk grondbeginsel bij medisch-ethische kwesties is die van de lichamelijke integriteit. Personen mogen zelf beslissen wat er met het eigen lichaam, of dat van hun kinderen, gebeurt. Daarnaast speelt de kwestie dat verplichte vaccinaties mensenrechten kunnen schenden.

## Geschiedenis

### Geschiedenis van het vaccineren

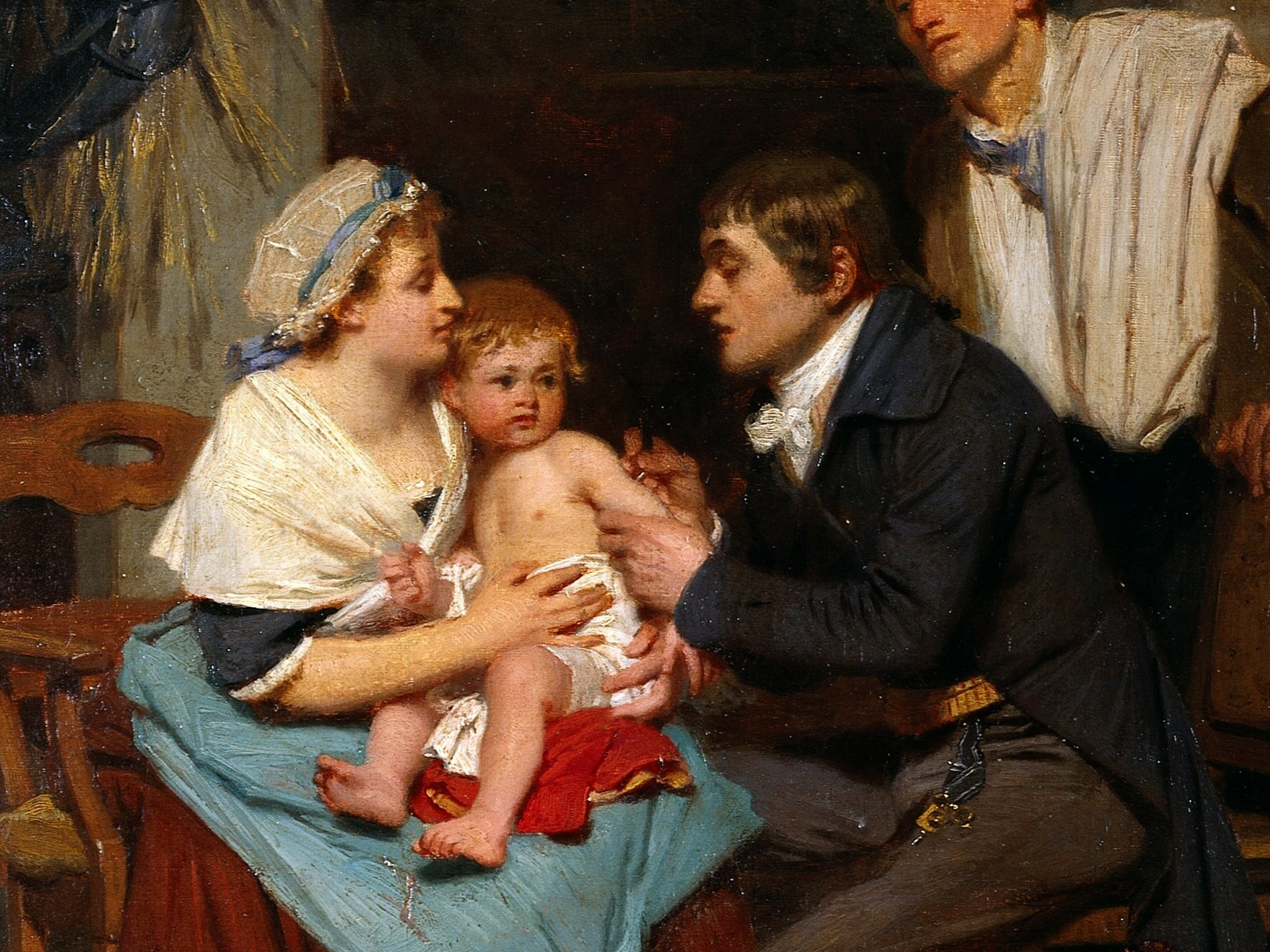
Edward Jenner vaccineert een jongen. Olieverfschilderij uit 1884 van Eugène Ernest Hillemacher.

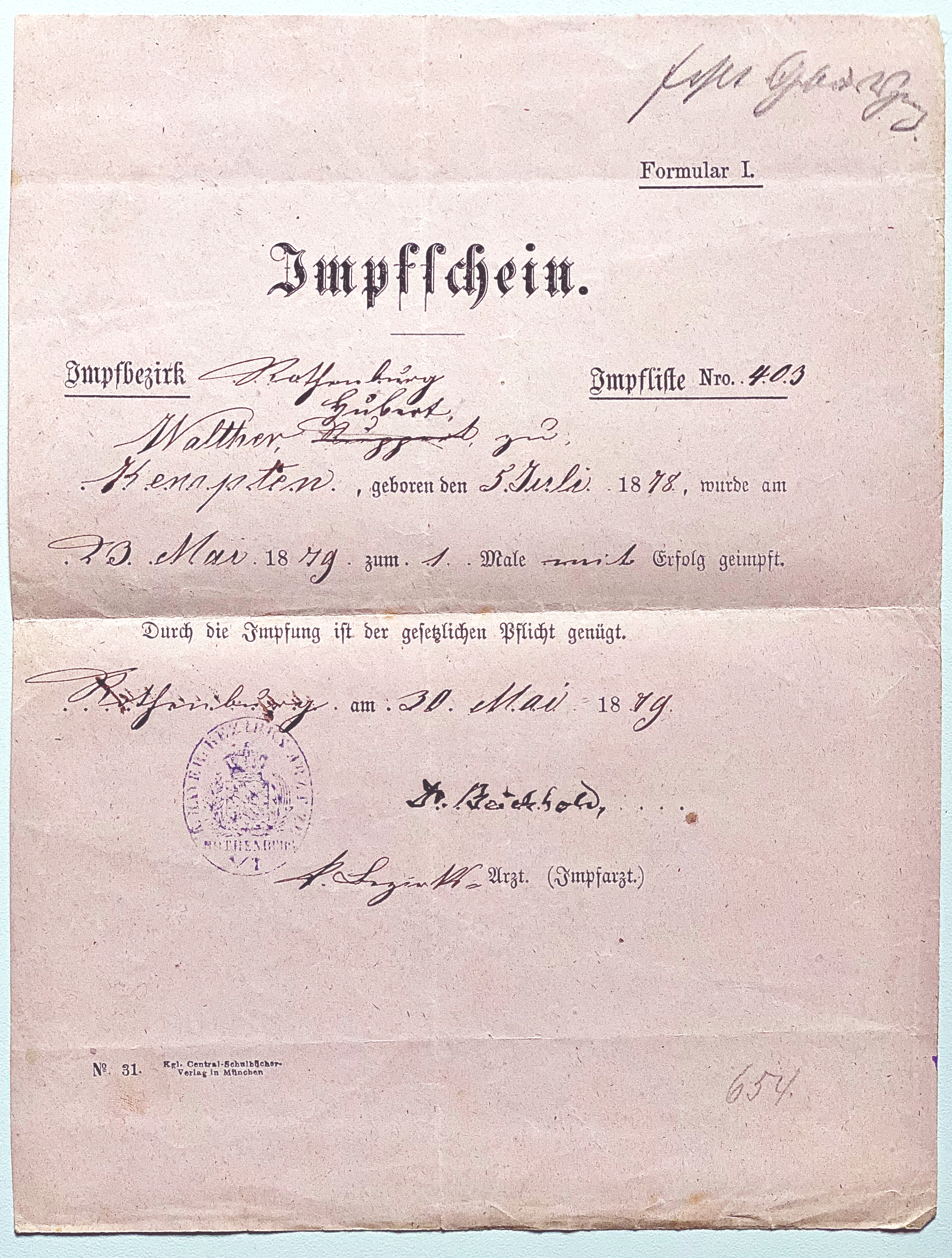
Duits vaccinatiecertificaat uit 1878.

Het vaccineren gaat zeker terug tot in de 15e eeuw, toen de Chinezen al wisten dat variolatie bescherming bood tegen het pokkenvirus. De korsten afkomstig van besmette personen werden gedroogd en bij jonge kinderen met een pijpje ingebracht in de neus of in een kleine snede in de arm gelegd, waardoor zij een milde vorm van de ziekte kregen en weerstand opbouwden tegen een volgende infectie. Variolatie zou rond 1660 geïntroduceerd zijn in Constantinopel, de hoofdstad van het Ottomaanse Rijk. Van daaruit verspreidde de behandeling zich over Europa en haar koloniën. In de 18e eeuw werd variolatie ook toegepast in bijvoorbeeld de Britse kroonkolonie Massachusetts Bay. En George Washington liet in 1777 zijn troepen varioleren tegen pokken tijdens de Amerikaanse Onafhankelijkheidsoorlog.
Aan het einde van de 18e eeuw ontdekte de Britse arts Edward Jenner, zelf in zijn jeugd gevarioleerd, dat wie besmet raakte met de koepokken na genezing tevens weerstand had opgebouwd tegen de voor de mens levensbedreigende pokken. Hij startte een onderzoek waarbij hij bewust mensen infecteerde met de koepokken en publiceerde de resultaten in 1798 in het boek An Inquiry into the Causes and Effects of the Variolae Vaccinae; a Disease Discovered in some of the Western Counties of England, Particularly Gloucestershire, and Known by the Name of The Cow Pox.

### Eerste verplichte vaccinaties
Hoewel het vaccineren tegen pokken in eerste instantie op de nodige weerstand stuitte, werd verplichte vaccinatie al snel praktijk. De ziekte die het pokkenvirus veroozaakte, had een mortaliteit van 30%. Door variolatie kon dat worden teruggebracht tot 0,5-2% van de gevarioleerde personen. De eerste Europese staat die een vaccinatieplicht voor pokken invoerde was het Zwitserse kanton Thurgau op 26 maart 1806, door toedoen van Sanitätsrat Jakob Christoph Scherb. Elisa Bonaparte, prinses van het Vorstendom Lucca en Piombino, volgde dit voorbeeld op 25 december 1806 (en wordt vaak ten onrechte als eerste initiatiefnemer daartoe genoemd). Zij verplichtte vaccinatie tegen pokken voor alle kinderen binnen twee maanden na geboorte en voor alle ongevaccineerde volwassenen. In 1807 werd de pokkenvaccinatie verplicht gesteld in het koninkrijk Beieren. Gedurende de Frans-Duitse Oorlog in 1870-1871 brak er een pokkenepidemie uit onder de Duitse bevolking. Gevaccineerde Duitse soldaten werden niet ziek, maar Franse krijgsgevangenen wel - en hun besmetting werd doorgegeven aan uiteindelijk de burgers. De Rijksdag legde hierop in 1874 de verplichting op dat vanaf 1875 alle kinderen tussen 1 en 12 jaar oud gevaccineerd zouden worden.
In 1808 stelde Lodewijk Napoleon, koning van Holland, een verplichting in dat mindervermogenden een koepokkenvaccinatie moesten ontvangen. Hierdoor werden ze immuun voor de pokken bij mensen. In 1818 stelde koning der Nederlanden Willem I een Medaille voor Koepokkenvaccinatie in voor artsen die meer dan honderd mensen hadden gevaccineerd. In 1823 breidde de overheid de verplichting uit; alle schoolgaande kinderen moesten een zogenaamd 'pokkenbriefje' kunnen tonen. Doordat slechts een klein deel van de kinderen naar school ging, bleef de vaccinatiegraad laag. De verplichting werd in 1857 opgeheven dankzij een succesvolle lobby van onder andere de gereformeerde Réveil-beweging.
Boston, de hoofdstad van wat inmiddels de Amerikaanse staat Massachusetts was geworden, stelde in 1827 een verplichting in dat kinderen gevaccineerd werden tegen de pokken. Pas in 1853 werd in Jenners geboorteland Engeland en in Wales een wet aangenomen die vaccinatie bij kinderen tegen de pokken verplicht stelde. De wet werd uitgebreid in 1867 en 1871 om het mogelijk te maken om boetes uit te delen.

### Coronapandemie en toenemend scepticisme

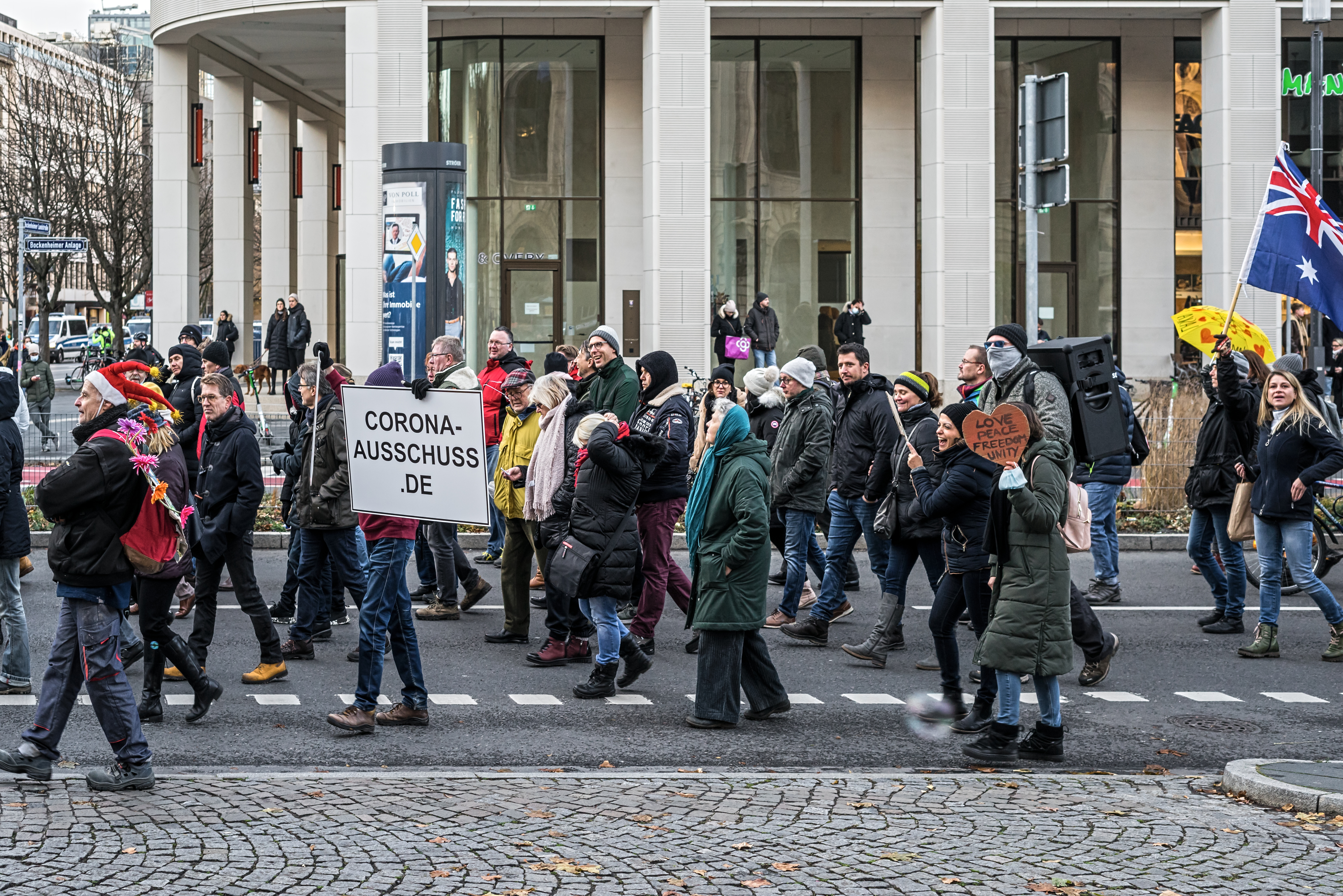
Protest in Duitsland op 27 november 2021 tegen COVID-maatregelen en verplichte vaccinatie.

Als gevolg van de coronapandemie breidden de landen die al verplichte vaccinaties kenden de programma's uit waardoor mensen die tot bepaalde risico- of beroepsgroepen hoorden, ook tegen SARS-CoV-2 gevaccineerd moesten worden.  In de landen waar geen verplichte vaccinaties golden, laaide de discussie op over het alsnog verplicht stellen.
Gedurende de coronapandemie nam wereldwijd de bereidheid tot vaccineren af. Dat gold niet alleen voor COVID-19-vaccinaties. Zo nam in Nederland de vaccinatiegraad van de BMR- en DKTP-vaccins af. Dit gaf in 2024 mede aanleiding tot een uitbraak van mazelen en kinkhoest in verschillende delen van het land.